# 金丸明人
 金丸　明人（かねまる あきひと、1964年8月19日 - ）は、宮崎県出身の、日本の柔道選手である。階級は95kg級。身長171cm。

## 経歴
天理大学1年の時に新人体重別95kg級で3位だった。2年の時には決勝で大学の1年後輩である武藤祐次を破って優勝した。3年の時には正力国際の決勝で武藤を判定で破って優勝した。4年の時には優勝大会で優勝した。選抜体重別でも決勝で世界チャンピオンである新日本製鉄の須貝等を指導で破って優勝を果たした。その後の嘉納杯では7位、世界学生では初戦で敗れるも、正力国際では決勝まで進み、20センチ近く身長の高いソ連のエフゲニー・ペチロフを大内刈の技ありで破って2連覇を達成した。1987年には旭化成延岡の所属となった。現役を引退後は関西レコードマネジメントの所属となった。

## 戦績
- 1983年 -　新人体重別　3位
- 1984年 -　新人体重別　優勝
- 1986年 -　正力国際　優勝
- 1986年 -　優勝大会　優勝
- 1986年 -　選抜体重別　優勝
- 1986年 -　嘉納杯　7位
- 1987年 -　正力国際　優勝

(出典、JudoInside.com)。